# Procesión de disciplinantes
Procesión de disciplinantes o Procesión de flagelantes es un óleo sobre tabla de pequeño formato que pintó Francisco de Goya entre 1812 y 1819 y que representa un ritual de fervor católico en que unos hombres llamados disciplinantes fustigan sus espaldas en señal de penitencia.
Un grupo de flagelantes, de blanco, con el torso desnudo, encorozados y con las espaldas sangrantes, aparecen en primer término de la procesión. Tras ellos sacan de una iglesia de grandes proporciones imágenes de la Virgen de la Soledad, el Ecce Homo y el Cristo en la Cruz. Les acompañan otros encapirotados de negro y beatas arrodilladas. También aparece a la derecha un empalado, todo ello revestido de gran parafernalia de estandartes, cruces y faroles. 
El cuadro pertenece a una serie en la que figuran Corrida de toros, Casa de locos y Auto de fe de la Inquisición. Se trata de un conjunto que representa algunos de los aspectos más terribles de la realidad española de comienzos del siglo XIX. Todos ellos reflejan motivos de costumbres que la ilustración y las ideas liberales (a las que por esta época se adscribía Goya) pretendían reformar, aunque encontraban la oposición de la política absolutista de Fernando VII.
Uno de los rasgos que definen esta serie es la presencia de la crueldad: la efusión de la sangre en unos cuerpos iluminados de blanco, en el centro y en primer término, destaca sobre cualquier otro aspecto en esta tabla.
Todos los personajes del primer término aparecen individualizados, bien caracterizados en el desempeño de su papel, mientras que en un segundo plano está la muchedumbre anónima de fieles, poco iluminados por un cielo sucio pese a su color azul. El procedimiento está en sintonía con otros cuadros de la serie, como se observa en Auto de fe de la Inquisición.
En cuanto a la composición, Goya utiliza el recurso de establecer zonas de luz contrastadas. Por un lado el de los flagelantes y empalado, y por otro, el resto del cuadro, con una mole arquitectónica en sombra a la izquierda que podría simbolizar el peso de la religión. Esta serie, y en particular este cuadro y algunos otros de similar motivo (como el que se conserva en Buenos Aires) han tenido parte importante en la recreación de la leyenda negra de España (situada entre los siglos xvi y xviii, y a su vez servirían de punto de partida para el grupo de pintores de la «España negra» (entre los que destacarían José Gutiérrez Solana y Darío de Regoyos). Lo que no iría más allá de una habitual costumbre desde el punto de vista de la mentalidad española de la época, aparecía a los ojos europeos, interesados en lo exótico y pintoresco a partir del interés francés desarrollado tras el contacto que supuso la Guerra de la Independencia. Cuadros como este, a los que se adjudicó un aura terrible y romántica, inspirarán multitud de grabados posteriores.

## Cultura popular
La desarrolladora The Game Kitchen se inspiró en el ambiente y vestimenta del cuadro para la creación del protagonista del videojuego Blasphemous, El Penitente, según una entrevista del director creativo, Enrique Cabeza.